# Ambassade du Bénin en France
L'ambassade du Bénin en France est la représentation diplomatique de la république du Bénin auprès de la République française. Elle est située au 87 de l'avenue Victor-Hugo dans le 16e arrondissement de Paris. Son ambassadrice est Corinne Amori Brunet, depuis le 12 juillet 2023.
Un bâtiment de la rue des Belles-Feuilles abritait autrefois l'ambassade béninoise, partageant les locaux avec celles du Cameroun et du Congo.

## Consulats
Le Bénin dispose d'un consulat général à Paris, situé au 89 rue du Cherche-Midi, dans le même immeuble que l'ambassade du Mali, et de plusieurs consulats honoraires situés à Bordeaux, Lille, Lyon, Marseille et Fort-de-France.

## Relations diplomatiques
Les relations entre la  France et le Bénin ont pris de l'importance à partir de 1990 et de la visite du président de la République française, Jacques Chirac, en 1995.

## Ambassadeurs du Bénin en France
| Date de nomination | Date de nomination | Date de remise des lettres de créance | Date de remise des lettres de créance | Diplomate                |
| ------------------ | ------------------ | ------------------------------------- | ------------------------------------- | ------------------------ |
|                    |                    | 1990                                  |                                       | Cyrille Sagbo            |
|                    |                    | 14 septembre 1994                     | [ JORF 1 ]                            | Richard Adjaho           |
|                    |                    | 12 novembre 1996                      | [ JORF 2 ]                            | André-Guy Ologoudou      |
|                    |                    | 18 décembre 2003                      | [ JORF 3 ]                            | Edgar Yves Monnou        |
|                    |                    | 15 septembre 2008                     | [ JORF 4 ]                            | Albert Agossou           |
|                    |                    | 11 juillet 2013                       | [ JORF 5 ]                            | Jules-Armand Aniambossou |
|                    |                    | 23 février 2017                       | [ JORF 6 ]                            | Auguste Comlan Alavo     |
| 29 juillet 2020    |                    | 5 octobre 2020                        | [ JORF 7 ]                            | Eusèbe Agbangla          |
| 12 juillet 2023    |                    | 29 février 2024                       | [ JORF 8 ]                            | Corinne Amori Brunet     |